# Далл’Олио, Чезаре
Чезаре Далл’Олио (итал. Cesare Dall'Olio; 1849, Болонья — 1906, Болонья) — итальянский композитор и музыкальный педагог.
Окончил Болонский музыкальный лицей, ученик Алессандро Бузи. Дебютировал на оперной сцене в 1873 году одноактной комической оперой «Тизар, или Роковой портрет, либо Триумф или смерть» (итал. Tisar ossia Il ritratto fatale oppure Trionfo o morte), за ней последовали оперы «Этторе Фьерамоска» (1875, о средневековом кондотьере, либретто Э. Панцакки) и «Дон Риего» (1879, либретто А. Гисланцони, премьера в римском Театро Арджентина). Скромный успех этих работ разочаровал автора, в дальнейшем он сочинял немного: опера «Аталь-Кар» (либретто Э. Голишьяни) была поставлена в 1900 году в Турине, ещё одна опера, по пьесе И. С. Тургенева «Нахлебник», так и не увидела сцены.
Долгие годы преподавал в Болонском музыкальном лицее, в 1867—1869 гг. исполняющий обязанности директора, с 1884 г. профессор гармонии и контрапункта, затем композиции. Автор теоретического трактата «Исследование музыкальной композиции согласно естественным принципам эстетики» (итал. Lo studio della composizione musicale secondo i principi naturali dell'estetica; 1887), учебника гармонии (1888), ряда пособий для занятий сольфеджио, книги о преподавании музыки в начальной школе (итал. Per lo studio della musica nelle scuole elementari; 1893). Выступал также как публицист по музыкальным вопросам, защищая артистов от произвола театральной администрации; напечатал отдельным изданием книгу «Музыка и общество» (итал. La musica e la civiltà; 1897).